# Beggars of Life
Beggars of Life (Mendigos de la vida) es una película estadounidense dirigida por William Wellman y protagonizada por Wallace Beery y Richard Arlen como vagabundos, y Louise Brooks como una joven que se viste de chico y huye de la ley. La película está considerada la mejor película estadounidense de Brooks.
La actriz relató sus recuerdos del rodaje de la película en su ensayo, “On Location with Billy Wellman,” el cual está incluido en su libro de 1982, Lulú en Hollywood.
Beggars of Life se estrenó como película muda y como película sonora (en esta con música, efectos de sonido y diálogos añadidos) para los cines ya adaptados al nuevo sistema, en septiembre de 1928. Las pistas de sonido, que incluían ruidos de trenes y a Beery cantando una canción, actualmente se consideran perdidas. Este fue el primer largometraje de Paramount con diálogos y la primera vez que se grabó la voz de Beery para una película, aunque las líneas de diálogo de Beery son limitadas. Hoy, solo la versión muda de Beggars of Life sobrevive.
La película se basa en la obra teatral Outside Looking In, de Maxwell Anderson que a su vez adaptaba el libro autobiográfico de Jim Tully  de 1924, Beggars of Life. La obra se estrenó el 7 de septiembre de 1925 en el Greenwich Village Theater. Entre los asistentes a la función estaba Charles Chaplin, que estuvo acompañado por Louise Brooks. Ambos mantuvieron una breve aventura. Paramount compró los derechos del libro de Tully y de la obra teatral de Anderson a principios de 1928.
Arlen y Brooks habían aparecido juntos el año anterior en Rolled Stockings, considerada una película perdida, y en Now We're in the Air, también considerada una película perdida hasta que en 2016 se descubrió una copia incompleta en la República Checa.
En 2017, la copia superviviente restaurada de Beggars of Life fue lanzada en DVD y Blu-ray por Kino Lorber.

## Reparto
- Wallace Beery como Oklahoma Red

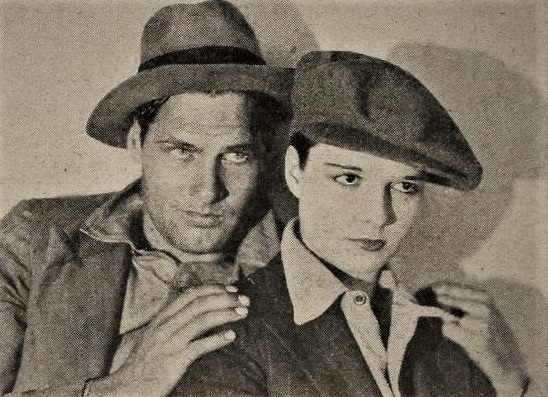
Richard Arlen y Louise Brooks.

- Louise Brooks como La Chica (Nancy)
- Richard Arlen como El Chico (Jim)
- Robert Perry (acreditado como Bob Perry) como The Arkansas Snake
- Blue Washington como Black Mose
- Roscoe Karns como Hoppy el Cojo
- Robert Brower como Sims el Ciego (sin acreditar)
- Frank Brownlee como el granjero (sin acreditar)
- Jacques (Jack) Chapin como Ukie (sin acreditar)
- Andy Clark como Skelly (sin acreditar)
- Mike Donlin como Bill (sin acreditar)
- George Kotsonaros como Baldy (sin acreditar)
- Kewpie Morgan como Skinny (sin acreditar)
- Guinn "Big Boy" Williams como maquinista (sin acreditar)

## Trama
Jim, un vagabundo, se cuela en una casa en busca de comida. Allí se encuentra un hombre muerto, asesinado por Nancy, una joven huérfana cansada de sufrir las insinuaciones de este, su tutor. Decide ayudarla y juntos, huyen. Ella se disfraza de chico, roban un coche y se unen a un grupo de vagabundos para escapar de la policía. Pero su verdadero género pronto es descubierto y se da cuenta de que se encuentra sola en un mundo de hombres violentos y hambrientos de compañía femenina.

## Rodaje
El rodaje de Beggars of Life resultó difícil para Brooks. Durante la producción, tuvo una aventura de una noche con un especialista que, al día siguiente, difundió por todo el set un falso rumor malicioso sobre que ella había contraído una enfermedad venérea tras pasar un fin de semana con un productor, al parecer, Jack Pickford. Al mismo tiempo, las interacciones de Brooks con su coprotagonista, Richard Arlen se deterioraron ya que Arlen era amigo de su entonces marido Eddie Shuterland y, según Brooks, no veía bien sus escarceos con miembros del equipo de filmación. Había conocido a Shuterland en el rodaje de It's the Old Army Game, se casaron en 1926 y se divorciaron en 1928 tras un matrimonio infeliz con constantes infidelidades por parte de ambos. En medio de tales tensiones, Brooks también se enfrentó repetidamente con el director William Wellman, cuyo estilo de dirección arriesgado casi le costó la vida en una escena en que ella sube peligrosamente a un tren en marcha desde un automóvil, casi cayendo bajo las ruedas del auto.
La mayor parte del film se rodó en las montañas Jacumba, en la frontera con México y durante el rodaje de una de las escenas experimentales con sonido el director William Wellman inventó el micrófono jirafa. Cuando quiso grabar a los actores caminando, le informaron que no podía ser. Los primeros micrófonos eran poco potentes y los actores no podían alejarse de ellos, camuflados en elementos de la escena, como jarrones con flores. A un hombre tan activo como Wellman aquello le pareció intolerable; finalmente colgó un micrófono del palo de una escoba y, manteniéndolo sobre las cabezas de los intérpretes, los fue siguiendo fuera del encuadre. 